# Сторфорш (община)
Община Сторфорш (на шведски: Storfors kommun) е разположена в лен Вермланд, западна централна Швеция с обща площ 475 km2 и население 4131 души (към 31 декември 2013). Административен център на община Сторфорш е едноименния град Сторфорш.